# Zaak-Janssen
De zaak-Janssen handelde over de Belgische meervoudige moordenaar Ronald Janssen. Hij bekende vier moorden: die op Annick Van Uytsel in 2007, de moord op het koppel Shana Appeltans en Kevin Paulus begin 2010, alsook de moord van op een nog onbekend gebleven persoon. Hij kreeg levenslang.

## Verdachte
Ronald Alain 'Ronny' Janssen (Boorsem, 6 februari 1971) is een voormalig leerkracht technisch tekenen op de Sint-Martinusscholen in Herk-de-Stad en woonde in Loksbergen, een deelgemeente van het Belgische Halen. Hij leefde gescheiden en is vader van twee kinderen. Janssen was de buurman van de familie Appeltans. Op 5 januari 2010 werd hij verdacht en aangehouden voor de moord op Shana Appeltans en Kevin Paulus. Op 7 januari bekende hij. Janssen beweerde dat aanhoudend getreiter van Kevin Paulus hem aanzette tot de moorden, maar dit bleek later niet te kloppen. Na verdere ondervragingen bekende hij op 11 januari ook de moord op Van Uytsel in 2007.

## Slachtoffers

### Annick Van Uytsel
Van Uytsel was een achttienjarige studente die op 27 april 2007 rond vier uur 's nachts terugkeerde van een laatstejaarsfuif in Diest, maar nooit thuis aankwam. Het laatste signaal van haar mobiele telefoon werd opgevangen in Halen, dat niet op de weg naar haar huis lag.
Op 3 mei 2007 vonden speurders het levenloze lichaam van Van Uytsel in het Albertkanaal in Lummen, gewikkeld in een speciale zak die werd verzwaard met stenen. Uit autopsie bleek dat zij al enkele dagen in het kanaal lag en zou gedood zijn door een slag op het hoofd. Haar fiets werd gevonden op 26 augustus 2008 in Leuven, maar leverde verder geen aanwijzingen op. De dader bleef onbekend tot Janssen op 10 januari 2010 de moord op Van Uytsel bekende nadat hij al was opgepakt voor de dubbele moord op Appeltans en Paulus. Tijdens verschillende ondervragingen vertelde Janssen dat hij haar ontvoerd had en enkele uren had opgesloten in zijn kelder, alvorens hij haar in het Albertkanaal dumpte. DNA-materiaal lijkt de verklaringen te bevestigen. Op 16 januari 2010 werd verklaard dat forensisch onderzoek op de fiets van Van Uytsel zou aantonen dat de fiets een tijd in de vijver in de buurt van Janssens huis heeft gelegen. De resultaten van het sporenonderzoek zijn belangrijk, omdat het gerecht tot dan toe alleen de bekentenissen van Janssen had. Op 5 februari 2010 raakte bekend dat er ook een haar van Janssen is aangetroffen in het pak waarin Van Uytsel werd gevonden.
Annick Van Uytsel was een toevallig slachtoffer. Ronald Janssen reed rond in zijn bestelwagen die nacht toen hij zich herinnerde dat hij die dag op school had horen vertellen over een fuif in Schaffen, waar hij heen rijdt. Janssen beweert Van Uytsel onderweg te zijn tegengekomen toen zij naar huis fietste. De reden voor zijn achtervolging was het feit dat ze jong was en alleen. Op een verlaten weggetje sneed hij haar de pas af, duwde haar de berm in, knevelde haar handen met brede, bruine plakband, plakte tape op haar mond en dwong haar onder bedreiging van een wapen (mes of geweer) in zijn blauwe bestelwagen te stappen. Janssen ontkent de bedoeling gehad te hebben het meisje te verkrachten. Hij beweert 'gewoon nood aan affectie gehad te hebben'. Hij hield het lijk een dag bij zich en dumpte het pas de volgende dag in het kanaal.

### Kevin Paulus en Shana Appeltans
Kevin Paulus en Shana Appeltans waren een jong koppel van 22 en 18 jaar oud. Op 2 januari 2010 voerde Paulus zijn vriendin terug naar haar ouderlijk huis in Loksbergen, na een nieuwjaarsfeestje een kilometer verderop. Omdat Shana Appeltans als studente in de examenperiode zat, keerden zij eerder terug dan de rest van de familie. De ouders van Appeltans waren buren van Janssen en verwikkeld in een burenruzie. Volgens Ronald Janssens verklaringen werd hij aan zijn woning getreiterd door Paulus. Tegen vrienden noemde Janssen zijn buren "marginalen" die hem pestten. Hij bedreigde het koppel met een pistool en dwong ze naar een afgelegen plaats te rijden. Daar schoot hij Paulus met drie schoten dood. Nadat hij Shana Appeltans tevergeefs probeerde te verkrachten, schoot hij haar met een nekschot dood. Janssen reed de kleine Opel verder naar een landweg naast de autosnelweg. Het lijk van Kevin Paulus stak in de koffer van de wagen, dat van Shana Appeltans lag op de achterbank. Vervolgens stak hij de auto in brand, wat even later de aandacht trok van voorbijgangers.

### Andere slachtoffers
Verschillende psychiaters en advocaten zien in Janssen het profiel van een seriemoordenaar. Hij leek een normaal leven te leiden. De dossiers inzake een aantal onopgeloste moorden in België en Nederland werden daarom heropend. Op 11 januari 2010 werd al bekend dat hij mogelijk ook in verband gebracht kan worden met verschillende aanrandingen met seksueel geweld, maar zonder dodelijke afloop. Inmiddels heeft hij meerdere verkrachtingen bekend, alsook een vierde moord waarbij de naam van het slachtoffer nog niet bekend is. Hij werd in september 2011 buiten vervolging gesteld voor de vierde moord. Janssen bekende vijf zware zedendelicten.

## Proces
Het assisenproces van Ronald Janssen startte dinsdag 20 september 2011 in Tongeren, met de samenstelling van de volksjury. Het eigenlijke proces startte enkele dagen later op vrijdag 23 september. Janssen werd op 20 oktober 2011 schuldig bevonden aan vrijheidsberoving, verkrachting, foltering en drievoudige moord. Op 21 oktober veroordeelde het hof van assisen hem tot levenslange opsluiting. Op 10 september 2012 startte een tweede proces voor 12 andere feiten, waaronder verkrachtingen.